# 达斯廷·莫斯科维茨
达斯廷·莫斯科维茨（1984年5月22日—）是美国的犹太裔互联网企业家，2004年他与哈佛大学的三位室友即马克·扎克伯格、爱德华多·萨韦林和克里斯·休斯一起创办了社交网站Facebook。2008年他离开Facebook，与贾斯丁·罗森斯坦一起创办了网络运用程序Asana。2011年3月福布斯基于莫斯科维茨拥有7.6%的Facebook股份的原因，将他列为世界上最年轻的自主创业的亿万富翁。在2019年美國400富豪榜，他以116億美元的資產，排名第40名。在2020年9月公佈的福布斯美國400富豪榜排名第37名，資產達142億美元。

## 背景及教育
莫斯科维茨生于盖恩斯维尔，在奥卡拉长大。他比马克·扎克伯格小8天。他就读于先锋高级中学，国际文凭大学预科课程毕业。他在哈佛大学学习了两年经济学后，与马克·扎克伯格一起去了帕罗奥图。之后他便全身心投入到Facebook的工作中。

## 职业生涯

### Facebook
2004年2月，莫斯科维茨与他在哈佛大学的三位室友——马克·扎克伯格、爱德华多·萨韦林和克里斯·休斯共同创建了社交网站Facebook。它最初的网址是thefacebook.com，而不是现在的Facebook.com，作用是帮助哈佛的住校生找到同校同学。2004年6月，莫斯科维茨与扎克伯格离开哈佛休学一年，把Facebook的运作基地移至加利福尼亚州的帕罗奥图，并聘请了8名员工。后来肖恩·帕克加入了他们。莫斯科维茨是Facebook公司的第三位员工，他起初担任首席技术官，后又担任工程副总裁。他领导技术人员，并负责网站的主要架构以及公司的移动战略和发展。

### Facebook之后
2008年10月3日，莫斯科维茨宣布他将离开Facebook，与曾在Google工作的贾斯丁·罗森斯坦另组新公司阿萨纳（Asana），而罗森斯坦曾经被莫斯科维茨招募过，他们是当时离开Facebook的一系列高管中的两位。作为回应，Facebook首席执行官马克·扎克伯格发表声明称：“达斯廷一直将Facebook的最佳利益放在心上，而且我将一直听取他的意见。”莫斯科维茨和罗森斯坦计划成立的公司，用他们自己的话说就是它“對人們的職涯上的幫助會像facebook.com對他們的社交生活一樣重要”。
在获得包括荣·康威、彼得·蒂尔、米奇·卡珀和肖恩·帕克等投资人投入的一百二十万美元天使投资后，莫斯科维茨和罗森斯坦于2009年11月结束了一轮由本赫马克资本和安德里森·霍罗维茨基金为新公司提供的九百万美元融资。 莫斯科维茨和罗森斯坦成立的新公司因为向公司的工程师们提供了一万美元资金改善他们的办公设备而受到了关注。
2011年2月7日，莫斯科维茨和罗森斯坦推出了与公司同名的软件阿萨纳（页面存档备份，存于），这是一款旨在改善人们的团队合作和管理项目方式的应用程序软件。莫斯科维茨也是手机照片共享网站的最大天使投资者，而的老总戴夫·莫林和莫斯科维茨一样也曾是Facebook的早期成员之一。据报道称，莫林在2011年2月拒绝了Google公司对提供的一笔一亿美元资金，而正是莫斯科维茨在劝说莫林做出这一决定的过程中发挥了重要作用。
虽然已经退出Facebook，但莫斯科维茨仍是Facebook的大股东之一。他正在出售Facebook的四百五十万股股份，约合870万美元。他曾在一天之内出售了一百五十万股，并每三天公布一次出售情况。现在他仍持有Facebook超过一亿三千万股的股份，占Facebook公司总股份的6%，是仅次于公司首席执行官马克·扎克伯格的第二大个人股东。

## 慈善事业、个人生活及其他
2010年，莫斯科维茨在比尔·盖茨和沃伦·巴菲特发起的捐赠宣言上签字。2011年，莫斯科维茨与时任女友（现为妻子）凯莉·图纳（Cari Tuna）一起创办了慈善组织。2012年6月，宣布与慈善评价机构建立密切伙伴关系。图纳曾经是一名记者，通过一次相亲与莫斯科维茨结识，之后开始约会。他们创办的慈善组织目前由图纳负责。他们都希望利用互联网的透明性和社区性对捐赠进行规范，目前他们资助的领域包括防控疟疾、教育和消除贫困等。
莫斯科维茨是世界上现今（至2012年）最年轻的亿万富翁，身价为35亿美元。虽然与他共同创立Facebook的马克·扎克伯格也很年轻，但扎克伯格比他大了八天，所以最年轻亿万富豪的桂冠属于莫斯科维茨。他曾表示自己的生活方式并没有因为财富的增加而改变多少，他依旧是他自己。他仍然常常骑着自行车上班，出行坐飞机则选择商务舱。

## 媒体形象
在2010年电影《社交网络》中，莫斯科维茨的扮演者是演员约瑟夫·马泽洛（Joseph Mazzello）。在回答Quora上的一个问题时，莫斯科维茨对这部电影做出评价道：“（这部电影）强调了一些无关紧要的事情（比如我至今未曾与文克莱沃斯兄弟会面，而且他们在过去六年里也从未参与过我们建设网站的工作），而忽略了真正相关的事情（比如许多那些在我们生命中的那段时间里使用各种方式支持我们的人）。”